# Wilmington (Kent)
Pour les articles homonymes, voir Wilmington.
Wilmington est une paroisse civile et un village du Kent, en Angleterre.